# Marc (usurpador)
Marc (Marcus) fou un usurpador del tron imperial romà a Britànnia el 406
Era un oficial de l'exèrcit que fou proclamat emperador per les tropes el 406. Fins llavors governà probablement Victorí, lleial a l'Imperi, però probablement es va produir una reacció contra la ineficàcia en la defensa contra els atacs dels bàrbars, i contra la retirada de tropes imperials per defensar altres províncies.
Al cap d'uns mesos el seu govern no va satisfer els soldats i Marc fou assassinat i substituït per un altre usurpador de nom Gracià (407)